# 外人税務署
外人税務署（がいじんぜいむしょ、Non-Ryukyuan Tax Office）は、1958年から1972年まで、琉球政府によって設けられた税務署の一種である。
この外人税務署は1972年の日本復帰・沖縄県成立とともに消滅した。
非琉球住民（本土籍の日本国民を含む）に対する政府税課税については、米国民政府によって幾つかの特例が設けられた。そのため非琉球住民は、通常とは異なる賦課徴収が行われることになり、これらの事務を専門に扱う機関として設けられた（非琉球住民の課税内容については、政府税を参照）。
外人税務署には、米国内国歳入庁の職員が配置され、技術指導に当たった。
外人税務署庁舎は、琉球政府の行政府ビルの別棟に設けられた。

## 組織
- 総務課
- 調査第一課
- 調査第二課